# Giustina Demetz
Giustina Demetz (Santa Cristina Valgardena, 27 aprile 1941) è un'ex sciatrice alpina italiana.

## Biografia

### Stagioni 1959-1966
Sciatrice polivalente, Giustina Demetz debuttò in campo internazionale in occasione delle SDS-Rennen 1959 (Grindelwald, 7-9 gennaio), dove si classificò 35ª nella discesa libera, 31ª nello slalom speciale e 29ª nella combinata; nel 1963 si piazzò 3ª nello slalom gigante del Grand Prix du Savoie (Méribel, 23 marzo).

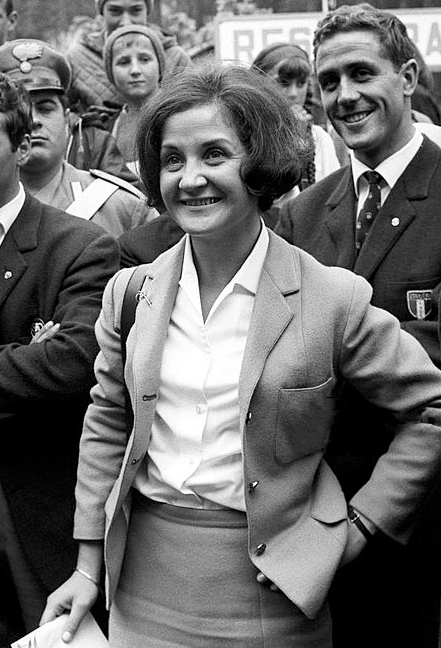
Giustina Demetz a Selva di Val Gardena nel 1966, al rientro dai Mondiali di Portillo

L'anno dopo esordì ai Giochi olimpici invernali e a Innsbruck 1964 fu 11ª nella discesa libera, 14ª nello slalom gigante e non concluse lo slalom speciale; nella stessa stagione vinse la discesa libera e si classificò 3ª nella combinata del trofeo Holmenkollen-Kandahar (Voss, 14-15 marzo) e si piazzò 2ª nello slalom speciale di Oppdal (22 marzo). Nel 1966 fu 2ª nella discesa libera di Sportinia (29 gennaio), vinse la combinata del trofeo Soreghina (Cavalese, 5-6 febbraio) e ai Mondiali di Portillo 1966 ottenne il 6º posto nella discesa libera, il 6º nello slalom gigante, il 21º nello slalom speciale e il 5º nella combinata.

### Stagioni 1967-1970
In Coppa del Mondo esordì nella gara inaugurale del circuito femminile, lo slalom speciale disputato a Oberstaufen il 7 gennaio 1967 (16ª) e ottenne il primo piazzamento a punti l'11 gennaio seguente a Grindelwald in slalom gigante (6ª); il 2 febbraio fu 2ª nella discesa libera del Palio delle Dolomiti al monte Bondone, non valido per la Coppa del Mondo, e il 3 marzo seguente conquistò l'unica vittoria di carriera in Coppa del Mondo, nonché unico podio (il primo ottenuto da uno sciatore della nazionale italiana), nella discesa libera disputata sulle nevi di Sestriere e valida anche per il trofeo Arlberg-Kandahar, nel quale si classificò anche 3ª sia nello slalom speciale sia nella combinata.
Ai X Giochi olimpici invernali di Grenoble 1968, sua ultima presenza olimpica, si piazzò 13ª nella discesa libera, 14ª nello slalom gigante e non completò lo slalom speciale; si ritirò nel 1970 e disputò la sua ultima gara il 15 gennaio 1970, quando nella discesa libera di Coppa del Mondo disputata a Badgastein giunse 9ª.

## Palmarès

### Classiche
Arlberg-Kandahar
- 1 vittoria (discesa libera[12] a Sestriere 1967)

Holmenkollen-Kandahar
- 1 vittoria (discesa libera a Voss 1964)

### Coppa del Mondo
- Miglior piazzamento in classifica generale: 9ª nel 1967
- 1 podio:
  - 1 vittoria

#### Coppa del Mondo - vittorie
| Data         | Località  | Paese  | Specialità |
| ------------ | --------- | ------ | ---------- |
| 3 marzo 1967 | Sestriere | Italia | DH         |

Legenda:

DH = discesa libera

### Campionati italiani
- 17 medaglie[13]:
  - 10 ori (discesa libera, slalom gigante nel 1965; slalom gigante nel 1966; slalom gigante, slalom speciale nel 1967; discesa libera, slalom gigante, slalom speciale, combinata nel 1968; discesa libera nel 1969)
  - 6 argenti (discesa libera nel 1962; discesa libera nel 1963; discesa libera nel 1964; slalom speciale nel 1966; slalom speciale, combinata nel 1969)
  - 1 bronzo (slalom speciale nel 1960)

## Riconoscimenti
- Cristallo d'Oro (1967)[senza fonte]